# Пасторий, Иоахим
Иоахим Пасторий (Пасториус) фон Хиртенберг (пол. Joachim Pastorius, нем. Joachim Pastorius von Hirtenberg, Joachim Hirthenius, Joachim ab Hirtenberg, Joachim ab Hirtemberg, Joachimus Pastorius; 20 сентября 1611, Глогув — 26 декабря 1681, Фромборк) — польский придворный историк королей Речи Посполитой Владислава IV и Яна II Казимира, прозаик, поэт, придворный лекарь, арианин. Позже католический священник, каноник варминский, апостольский протонотарий, королевский секретарь, историограф и поэт.

## Биография
Сын евангелистского священника. В молодости занимался воспитанием детей польских шляхтичей-кальвинистов и ариан (польские братья). Учился в Западной Европе, главным образом, медицине. Посетив Нидерланды, в 1632 принял арианство.
Жил в Лейдене и Орлеане, Лондоне и Оксфорде (1638), в 1639 — в Париже. После возвращения на родину, поселился на Волыни, служил врачом в семьях богачей, принимал активное участие в религиозной жизни польских братьев.
Участвовал во многих дипломатических миссиях, за заслуги императором Фердинандом III был пожаловал шляхетством. После начала восстания Хмельницкого, переехал в Данциг. В 1651 году стал преподавателем истории в гимназии г. Эльблонг, но вскоре, городской совет назначил его городским лекарем. Затем получил назначение на должность Бранденбургского придворного историографа.
В 1660 участвовал в заключении «Оливского мира» между Речью Посполитой и Швецией.
Вскоре стал придворным историком короля Яна II Казимира, который также назначил его королевским секретарём и признал за ним польское дворянство (1662).
Несколько раз менял вероисповедание — изначально был протестантом, затем арианином, кальвинистом, вновь обратился к лютеранству и, наконец, в 1658 году, перешёл в католичество, а в 1675 году был рукоположён. Пользовался поддержкой двора, занимал ряд должностей в королевской канцелярии. Служил пастором Королевская капеллы в Данциге, с 1678 кроме того, занимал должность генерального викария там же. Вскоре получил титул апостольского протонотария и каноника в Хелмно, Варшаве и Вроцлаве.
Умер 26 декабря 1681 и похоронен во Фромборкском соборе. В честь Пастория одна из улиц Гданьска названа его именем.

### Избранная библиография
Автор более 250 разных публикаций:
- Florus polonicus seu polonicae historiae epitome nova, 1641,
- Bellum scythico cosacicum, seu de coniuratione Tartarorum, Cosacorum ey plebis Russicae contra Regnum Poloniae (История восстания Б. Хмельницкого), 1652,
- Palestra mobilium seu Consilium de generosorum adolescentum educatione… conscriptum, 1654
- Aegis Palladia…, 1676,
- Historiae Polonae pars prior de Vladislai IV Regis extremis, secutoq; inde interregno, et Joannis Casimiri Electione ac Coronatione (1680)
- De dignitate historiae
- Historiae Poloniae plenioris partes II (1685)
- Acta pacis Olivensis (1763—1766) и др.
- Стихи на латыни